# 129101 Geoffcollyer
129101 Geoffcollyer è un asteroide della fascia principale. Scoperto nel 2004, presenta un'orbita caratterizzata da un semiasse maggiore pari a 3,0446588 UA e da un'eccentricità di 0,0758471, inclinata di 1,11356° rispetto all'eclittica.